# Bruna Linzmeyer
Bruna Linzmeyer (Corupá, Santa Catarina, 11 de noviembre de 1992) es una actriz y modelo brasileña.

## Biografía
Linzmeyer nació en Corupá, Santa Catarina. Es la hija de un padre alemán, aunque descendiente de españoles, indígenas y africanos, portugueses] .

## Carrera
Empezó su carrera como modelo, y a los 15 años de edad participó en el concurso «Chica del verano» organizado por el Grupo RBS de la Rede Globo en Santa Catarina. A los 16 años, dejó Corupá (ciudad del interior de Santa Catarina) donde su familia trabaja en el campo de las telecomunicaciones; y se fue a vivir a la casa de una amiga en São Paulo durante 2 años. Ingresó a un curso de teatro, donde soñaba hacer una escena con sus amigos. También pretendió mudarse a México donde planeaba estudiar y trabajar. En medio de eso, recibió una invitación para probarse en la miniserie Afinal, o Que Querem as Mulheres?. Después de ser aprobada, abandonó el curso de teatro y canceló su ida a México. Durante la miniserie, comenzó a salir con el actor Michel Melamed (16 años más grande que ella).
Poco después de comenzar a grabar, recibió una invitación para una nueva prueba, esta vez para la novela Insensato corazón, donde fue nuevamente seleccionada para interpretar esta vez, el personaje de Leila Machado. Al ingresar al elenco, se mudó para Río de Janeiro.
En 2012, Bruna participó en la serie As Brasileiras protagonizando el episodio «La vidente de Diamantina» y, en el mismo año, interpretó la bailarina Anabela en la telenovela Gabriela.
En 2013, ganó protagonismo en la interpretación de la niña autista Linda en Rastros de mentiras. Al año siguiente, es asignada para protagonizar el remake de Meu Pedacinho de Chão, encarnando a la profesora Juliana.

## Filmografía

### Televisión
| Año  | Título                            | Personaje                      | Notas                                |
| ---- | --------------------------------- | ------------------------------ | ------------------------------------ |
| 2010 | Afinal, o Que Querem as Mulheres? | Tatiana Dovichenko             | Actriz secundaria                    |
| 2011 | Insensato corazón                 | Leila Alencar Machado          | Actriz secundaria                    |
| 2012 | As Brasileiras                    | Clara                          | Episódio: «La vidente de Diamantina» |
| 2012 | Gabriela                          | Anabela Fernandes Prado        | Actriz secundaria                    |
| 2013 | Rastros de mentiras               | Linda Melo Rodríguez           | Actriz secundaria                    |
| 2014 | Meu Pedacinho de Chão             | Profesora Juliana              | Protagonista                         |
| 2015 | Reglas del juego                  | Belisa Stewart                 | Actriz secundaria                    |
| 2017 | A Força do Querer                 | Cibele                         | Antagonista                          |
| 2022 | Pantanal                          | Madeleine Braga Novaes (joven) | Protagonista                         |

### Teatro
| Año  | Parte            | Autor          |
| ---- | ---------------- | -------------- |
| 2011 | Seewatchlook     | Michel Melamed |
| 2012 | Adiós a la carne | Michel Melamed |

## Premios y nominaciones
| Año  | Premio                    | Categoría                 | Trabajo nominado                             | Resultado |
| ---- | ------------------------- | ------------------------- | -------------------------------------------- | --------- |
| 2011 | 13º Prêmio Contigo! de TV | Mejor revelación de la TV | Tatiana en Afinal, o Que Querem as Mulheres? | Nominada  |